# Сільно (Поморське воєводство)
Сільно (пол. Silno; нім. Frankenhagen) — село в Польщі, у гміні Хойниці Хойницького повіту Поморського воєводства.
Населення — 1056 осіб (2011).
У 1975-1998 роках село належало до Бидгощського воєводства.

## Демографія
Демографічна структура станом на 31 березня 2011 року:
|          | Загалом | Допрацездатний вік | Працездатний вік | Постпрацездатний вік |
| -------- | ------- | ------------------ | ---------------- | -------------------- |
| Чоловіки | 547     | 145                | 356              | 46                   |
| Жінки    | 509     | 116                | 297              | 96                   |
| Разом    | 1056    | 261                | 653              | 142                  |